# Caetano e Chico Juntos e ao Vivo
Caetano e Chico Juntos e Ao Vivo è un disco registrato dal vivo da Chico Buarque e Caetano Veloso, durante gli spettacoli tenutisi nei giorni 10 e 11 1972 al Teatro Castro Alves, Salvador.

## Tracce
1. Bom conselho – 2:00 (Chico Buarque)
  - Voce principale: Chico Buarque
2. Partido alto – 5:32 (Chico Buarque)
  - Voce principale: Caetano Veloso)
3. Tropicália – 3:30 - (Caetano Veloso)
  - Voce principale: Caetano Veloso
4. Morena dos olhos d'água – 2:32 - (Chico Buarque)
  - Voce principale: Caetano Veloso
5. A Rita/Esse cara – 3:35 - (Chico Buarque / Caetano Veloso)
  - Voce principale: Caetano Veloso
6. Atrás da porta – 2:44 - (Chico Buarque, Francis Hime)
  - Voce principale: Chico Buarque
7. Você não entende nada/Cotidiano – 7:01 - (Caetano Veloso / Chico Buarque)
  - Voce principale: Chico Buarque, Caetano Veloso
8. Bárbara – 3:50 - (Chico Buarque, Ruy Guerra)
  - Voce principale: Chico Buarque, Caetano Veloso
9. Ana de Amsterdam – 1:45 - (Chico Buarque, Ruy Guerra)
  - Voce principale: Chico Buarque
10. Janelas Abertas Nº2 – 1:56 - (Caetano Veloso)
  - Voce principale: Chico Buarque
11. Os argonautas – 3:23 - (Caetano Veloso)
  - Voce principale: Caetano Veloso